# ایچیجی سوگیتا
ایچیجی سوگیتا (انگلیسی: Ichiji Sugita؛ ۳۱ مارس ۱۹۰۴ – ۱۲ آوریل ۱۹۹۳) سرهنگ و ارتشبد نیروی زمینی امپراتوری ژاپن و نیروی زمینی دفاع‌ازخود ژاپن بود.